# Carles Casas i Comas
Carles Casas i Comas   (Sant Esteve d'en Bas, 13 de setembre de 1958) és un pilot de trial català que ha estat participant en competicions estatals des de finals de la dècada del 1970. Des d'aleshores ha guanyat 14 Campionats d'Espanya de veterans i un de clàssiques. A més, ha estat diverses vegades campió de Catalunya i campió provincial de Girona en diverses categories.
Casas és conegut com a Scottishman o Ambaixador dels SSDT, ja que ha participat desenes de vegades amb èxit als Sis Dies d'Escòcia de Trial, quatre d'elles com a millor pilot estranger, tres com a guanyador de la categoria Over 40 i catorze com a guanyador per equips estatals. A data de gener de 2022 portava disputats més de 1.123 trials i acumulava 530 victòries. Actualment, Casas presideix el Motoclub Olot.

## Palmarès

### Títols estatals
Font:
- 6 Campionats d'Espanya Veterans A (1994, 1999 - 2003)
- 8 Campionats d'Espanya Veterans B (1995 - 2002)
- 1 Copa d'Espanya de clàssiques (2007)

### Resultats al campionat d'Espanya absolut
Font:
| Any  | Motocicleta | C. d'Espanya |
| ---- | ----------- | ------------ |
| 1979 | Montesa     | 2n Sènior    |
| 1980 | Montesa     | 29è          |
| 1981 | Montesa/SWM | 26è          |
| 1982 | SWM         | 21è          |
| 1983 | SWM         | 24è          |
| 1984 | Merlin      | 9è           |
| 1985 | Montesa     | 10è          |
| 1986 | Montesa     | 10è          |
| 1987 | Montesa     | 28è          |